# Chevannes (Essonne)
Chevannes é uma comuna francesa na região administrativa da Ilha de França, no departamento de Essonne. Estende-se por uma área de 10.23 km². Em 2010 a comuna tinha 1 642 habitantes (densidade: 160,5 hab./km²).